# Hawaiibomull
Hawaiibomull (Gossypium tomentosum) är en buske ursprunglig på Hawaii.